# Список глав Румынии
Список глав Румынии включает лиц, возглавлявших Румынию начиная с установления единого престола периода объединения Дунайских княжеств ().
В настоящее время президент Румынии (рум. Președinte al României) представляет румынское государство и является гарантом национальной независимости, единства и территориальной целостности страны, гарантом конституции. Избирается всеобщим, равным, прямым, тайным и свободно выраженным голосованием сроком на 5 лет; не может выдвигаться на третий срок, однако его действующий срок может быть продлён в условиях чрезвычайного или военного положения в стране. Избранный президент приносит торжественную присягу перед совместным собранием обеих палат парламента, предваряя этим официальное вступление в должность. Президент обязан прекратить своё членство в политических партиях в период исполнения полномочий.
До 18 января [1 февраля] 1919 года, когда Румыния перешла на григорианский календарь, также приведены юлианские даты.
Несмотря на преобладающее использование кириллического алфавита в XIX веке написание румынских имён последовательно приводится с использованием современного латинизированного румынского алфавита, что обусловлено большим количеством разных форм валахо-молдавской азбуки и нескольких реформ румынской латиницы и молдавской кириллицы, не позволяющих без надёжных источников установить применимое в конкретных случаях историческое написание имён, при этом в документах обычно использовался русский гражданский шрифт того времени с постепенным внедрением латинского написания.
Использованная в первом столбце таблиц цифровая или буквенная нумерация является условной; также условным является использование в первом столбце цветовой заливки, служащей для упрощения восприятия принадлежности лиц к различным политическим силам без необходимости обращения к столбцу, отражающему партийную принадлежность. Наряду с партийной принадлежностью, в столбце «Партия» также отражён внепартийный (независимый) статус персоналий. В таблицах в столбце «Выборы» отражены состоявшиеся выборные процедуры или другие основания исполнения полномочий. Для удобства список разделён на принятые в историографии периоды истории страны. Приведённые в преамбулах к каждому из разделов описания этих периодов призваны пояснить особенности политической жизни.

## Объединение Дунайских княжеств (1862—1881)

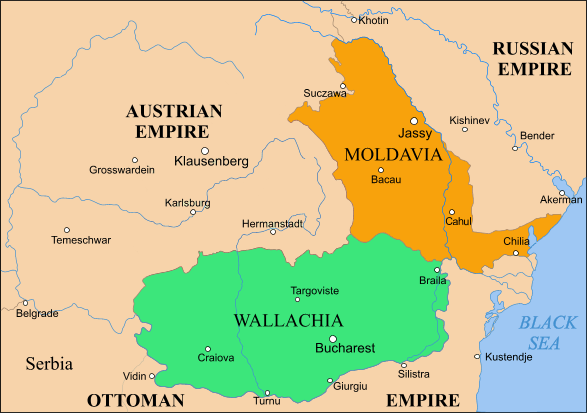
Дунайские княжества после Парижского договора 1856 года

Флаг (1862—1866)

Первым этапом создания румынского государства стал процесс объединения Дунайских княжеств в 1858—1862 годах, ставший возможным по Парижскому мирному договору 1856 года, которым Молдова (рум. Principatul Moldovei, «молдавское княжество», тур. Boğdan Prensliği) и Валахия (рум. Țara Românească, «румынская страна», тур. Eflak Prensliği, неофициально тур. Eflak Voyvodalığı) были переданы под совместную опеку Османской империи и Конгресса великих держав (Соединённого королевства, второй французской империи, Сардинии, Австрийской империи, Пруссии и, декларативно, Российской империи).
Переговоры между державами, выступающими сторонниками и противниками объединения княжеств, привели к утверждению их минимального союза, при котором должны были быть избраны два правителя в Бухаресте и Яссах с созданием своих доля каждого княжества законодательных и исполнительных органов (с единым законодательным органом в Фокшани для решения вопросов, представляющих общий интерес). Воспользовавшись двусмысленностью текстов договорённостей, которые не препятствовали одному лицу быть избранным господарем (домнитором, рум. Domnitor) на обоих престолах, Александру Йоан Куза 24 декабря 1858 [5 января 1859] года был избран правителем Молдовы и 12 [24] января 1859 года — правителем Валахии, объединив их личной унией.
После того как 22 ноября [4 декабря] 1861 года Порта своим фирманом утвердила политическое и административное объединение Дунайских княжеств как вассального государства в составе Османской империи, его господарь Александру Йоан I учредил 22 января [3 февраля] 1862 года единое правительство. Соединённые княжества Молдовы и Валахии (рум. Principatele Unite ale Moldovei și Țării Românești, тур. Eflak ve Boğdan Birleşik Prensliği) в дипломатических документах империи как их сюзерена продолжали так именоваться вплоть до 1878 года; однако в румынских документах с 1863 года это название замещалось на Соединённые княжества Румынии (рум. Principatele Unite Române).

Флаг (1867—1948)

В ночь на 11 [23] февраля 1866 года вошедшие в спальню господаря офицеры заставили его подписать отречение от престола и в течение ближайших дней покинуть страну. Стоявшие за этим лидеры составившей оппозицию проводимой им политике чудовищной коалиции создали Господарское представительство (рум. Locotenența Domnească), обеспечившее избрание господарем Кароля I, князя из дома Гогенцоллерн-Зигмаринген, который после прибытия обнародовал 30 июня [12 июля] 1866 года конституцию, где использовалось название страны Румыния (рум. România), вступил в 1877 году в русско-турецкую войну, приобретшую в Румынии характер войны за независимость, и 9 [21] мая 1877 года провозгласил независимость страны, которая была признана Портой согласно заключённого 19 февраля [3 марта] 1878 года Сан-Стефанского мирного договора, наравне с независимостью Сербии и Черногории. Международное признание румынской независимости произошло на Берлинском конгрессе и закреплено подписанным на нём 1 [13] июля 1878 года Берлинском трактате.
14 [26] марта 1881 было провозглашено Королевство Румыния.
|        | Портрет                | Монограмма         | Имя (годы жизни)                                                                              | Полномочия | Полномочия             | Династия                                                   | Особенности титула | Пр.           |
| Начало | Портрет                | Монограмма         | Имя (годы жизни)                                                                              | Окончание |                        | Династия                                                   | Особенности титула | Пр.           |
| ------ | ---------------------- | ------------------ | --------------------------------------------------------------------------------------------- | --- | ---------------------- | ---------------------------------------------------------- | --- | ------------- |
| 1      |                        |                    | Александру Йоан I (1820—1873) рум. Alexandru Ioan I                                           | 22 ноября [4 декабря] 1861 | 11 [23] февраля 1866   | [ комм. 4 ]                                                | По милости Бога и национальной воли, господарь Соединённых румынских княжеств рум. Cu Mila lui Dumnezeu și Voința Națională, Domn Principatelor Unite Române | [ 9 ] [ 25 ]  |
| —      |                        | отсутствовала      | Димитрие Александру Стурдза-Миклэушану (1833—1914) рум. Dimitrie Alexandru Sturdza-Miclăușanu | 11 [23] февраля 1866 | 12 [24] февраля 1866   | отсутствовала                                              | Господарское представительство рум. Locotenența Domnească | [ 26 ] [ 27 ] |
| —      |                        | отсутствовала      | Николае Константин Голеску (1810—1877) рум. Nicolae Constantin Golescu                        | 11 [23] февраля 1866 | 10 [22] мая 1866       | отсутствовала                                              | Господарское представительство рум. Locotenența Domnească | [ 28 ] [ 29 ] |
| —      |                        | отсутствовала      | Николае Константин Хараламбие (1835—1908) рум. Nicolae Constantin Haralambie                  | 11 [23] февраля 1866 | 10 [22] мая 1866       | отсутствовала                                              | Господарское представительство рум. Locotenența Domnească | [ 30 ]        |
| —      |                        | отсутствовала      | Ласкэр Константин Катарджу (1823—1899) рум. Lascăr Constantin Catargiu                        | 12 [24] февраля 1866 | 10 [22] мая 1866       | отсутствовала                                              | Господарское представительство рум. Locotenența Domnească | [ 31 ] [ 32 ] |
| 2      |                        |                    | Кароль I (1839—1914) рум. Carol I                                                             | 10 [22] мая 1866 | 30 июня [12 июля] 1866 | дом Гогенцоллерн-Зигмаринген нем. Hohenzollern-Sigmaringen | По милости Бога и национальной воли, господарь Соединённых румынских княжеств рум. Cu Mila lui Dumnezeu și Voința Națională, Domn Principatelor Unite Române | [ 15 ] [ 33 ] |
| 2      | 30 июня [12 июля] 1866 | 14 [26] марта 1881 | Кароль I (1839—1914) рум. Carol I                                                             | Из благодати Божьей и национальной воли, господарь румын рум. Din grația lui Dumnezeu și prin voința națională, Domn al Românilor |                        | дом Гогенцоллерн-Зигмаринген нем. Hohenzollern-Sigmaringen | | [ 15 ] [ 33 ] |

## Королевство Румыния (1881—1947)

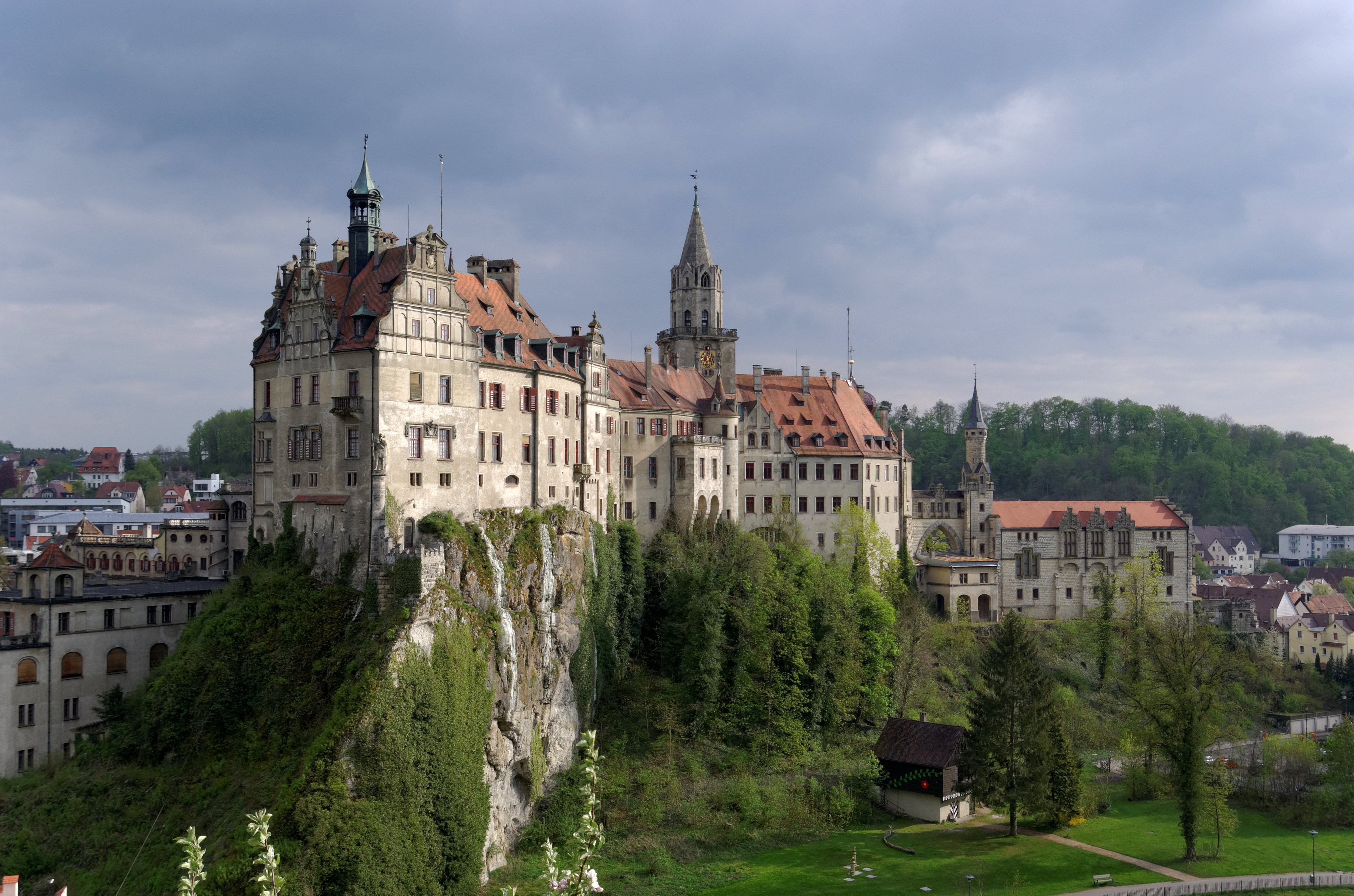
Замок Зигмаринген

14 [26] марта 1881 было провозглашено Королевство Румыния с домом Гогенцоллерн-Зигмаринген на престоле. После последовавшей 27 сентября [10 октября] 1914 года кончины Кароля I престол наследовал его второй по старшинству племянник Фердинанд I, взошедший на престол виду отказа от наследственных прав его отца Леопольда (являвшегося старшим братом Кароля I, не имевшего мужских потомков, — отказался в 1880 году) и старшего брата Вильгельма (отказался в 1888 году).
Вступив в Первую Мировую войну на стороне Антанты в 1916 году, в результате неудачной кампании 1916—1917 годов Румыния потеряла оккупированные Центральными державами Северную Добруджу и Валахию, включая столичный Бухарест; её королевская семья, парламент и правительство с декабря 1916 года по ноябрь 1918 года находились в молдавской исторической столице Яссах. Подписанный 16 февраля [1 марта] 1918 года сепаратный Бухарестский мирный договор закреплял значительные территориальные потери Румынии в пользу Болгарии и Австро-Венгрии, однако не был ратифицирован королём Фердинандом I и был аннулирован после поражения Центральных держав. Напротив, завершившее войну Компьенское перемирие и подведший её итоги Версальский договор позволили расширить территорию страны, включив в неё Трансильванию и Бессарабию.
Воссоединение исторических румынских областей в едином государстве, названное «великим объединением», было закреплено в новой конституции, разработанной парламентом, 28 декабря 1923 года промульгированной королём Фердинандом I и вступившей в силу на следующий день. Румыния была провозглашена конституционной монархией, национальным, унитарным, неделимым государством с неотъемлемой территорией, король сохранял право назначать и отзывать министров, санкционировать и промульгировать законы, созывать и распускать парламент; исполнительная власть доверялась королю и осуществлялась им через правительство, сформированное партией или альянсом, победившим на парламентских выборах.
В 1925 году кронпринц Кароль был лишён отцом права престолонаследия и эмигрировал; после смерти короля 20 июля 1927 года ему наследовал малолетний внук Михай, вступивший на престол под опекой регентского совета, в который вошли его дядя принц Николай Румынский, патриарх Мирон и председатель Верховного суда кассации и правосудия (рум. Înalta Curte de Casație și Justiție). Поддержанный противниками регентов Кароль вернулся в страну и совершил 8 июня 1930 года династический переворот, отстранив восьмилетнего сына и заняв трон. По инициативе националистов был разработан и 20 февраля 1938 года утверждён правительством текст авторитарной конституции, одобренный на референдуме 24 февраля 1938 года. Через три дня конституция была промульгирована королевским указом; созданная политическая система позволила Каролю II запретить исторические партии, создав правый Фронт национального возрождения (рум. Frontul Renașterii Naționale), однако не помогла ему сохранить власть, уступленную Йону Антонеску, опирающемуся на фашистскую Железную гвардию (рум. Garda de Fier). Утрату королём национального доверия обычно связывают с территориальными уступками: во-первых, в результате выдвинутого СССР 27 июня 1940 года ультиматума Советскому Союзу были уступлены Бессарабии и Северная Буковина, во-вторых, по решению завершившегося 30 августа 1940 года Второго венского арбитража 43 492 км² территории Трансильвании было передано Венгрии, а по подписанному 7 сентября 1940 года Крайовскому мирному договору Болгарии была возвращена Южная Добруджа.
Назначенный 4 сентября 1940 года главой правительства Антонеску на следующий день потребовал отречения Кароля II в пользу восстановления на престоле Михая I. Накануне состоявшегося 6 сентября 1940 года отречения король своим указом приостановил действие конституции и распустил парламент. 14 сентября 1940 года Антонеску реформировал правительство, приняв титул кондукэтора (рум. conducător, «предводитель»), что ознаменовало создание режима национал-легионерского государства (рум. Statul Naţional Legionar). Использовав войска, Антонеску смог за два дня подавить мятеж легионеров, поднятый 21 января 1941 года Железной гвардией, которую распустил, а её членов подверг аресту или вынудил бежать из страны, после чего обновлённый кабинет состоял исключительно из его сторонников. Вступив во Вторую мировую войну на стороне Третьего Рейха, к концу 1941 года Румыния сдвинула восточную границу, создав на частью возвращённых, частью присоединённых территориях губернаторства Бессарабия, Буковина и Транснистрия (последнее с центром в Одессе), однако в августе 1944 года театр военных действий был перенесён на её территорию.
После начала советскими войсками Ясско-Кишинёвской операции 23 августа 1944 года в результате санкционированного королём Михаем I переворота маршал Антонеску был арестован, новое правительство возглавил генерал Константин Сэнэтеску; на следующий день Румыния заявила о принятии советских условий перемирия, а 25 августа — объявила войну Германии. Король восстановил действие конституции 1923 года, которая оставалась в силе до совершённого 30 декабря 1947 года при поддержке советских оккупационных войск государственного переворота, когда в результате шантажа была получена подпись Михая I на незаконном акте отречения. В тот же день не имеющий кворума и превысивший конституционные полномочия парламент провозгласил Народную Республику Румынию. Королевская семья была вынуждена 3 января 1948 года покинуть страну.
Курсивом и серым цветом выделены даты начала и окончания полномочий лиц, являвшихся регентами при малолетнем короле Михае I.
|        | Портрет | Монограмма  | Имя (годы жизни)                                                                                | Полномочия                    | Полномочия                    | Династия                                                   | Особенности титула | Пр.           |
| Начало | Портрет | Монограмма  | Имя (годы жизни)                                                                                | Окончание                     |                               | Династия                                                   | Особенности титула | Пр.           |
| ------ | ------- | ----------- | ----------------------------------------------------------------------------------------------- | ----------------------------- | ----------------------------- | ---------------------------------------------------------- | --- | ------------- |
| 2      |         |             | Кароль I (1839—1914) рум. Carol I                                                               | 14 [26] марта 1881            | 27 сентября [10 октября] 1914 | дом Гогенцоллерн-Зигмаринген нем. Hohenzollern-Sigmaringen | Из благодати Божьей и национальной воли, король Румынии рум. Prin grația lui Dumnezeu și voința națională, Rege al Românie | [ 15 ] [ 58 ] |
| 3      |         |             | Фердинанд I (1865—1927) рум. Ferdinand I                                                        | 27 сентября [10 октября] 1914 | 20 июля 1927                  | дом Гогенцоллерн-Зигмаринген нем. Hohenzollern-Sigmaringen | Из благодати Божьей и национальной воли, король Румынии рум. Prin grația lui Dumnezeu și voința națională, Rege al Românie | [ 34 ] [ 59 ] |
| 4 (I)  |         |             | Михай I (1921—2017) рум. Mihai I                                                                | 20 июля 1927                  | 8 июня 1930                   | дом Гогенцоллерн-Зигмаринген нем. Hohenzollern-Sigmaringen | Из благодати Божьей и национальной воли, король Румынии рум. Prin grația lui Dumnezeu și voința națională, Rege al Românie | [ 54 ] [ 60 ] |
| —      |         | отсутствует | принц Николай Румынский (1903—1978) рум. Nicolae de România                                     | 20 июля 1927                  | 8 июня 1930                   | отсутствует                                                | Регентский совет рум. Consiliul Regent                                                                                     | [ 61 ]        |
| —      |         | отсутствует | Патриарх Румынский Мирон (1881—1938) рум. patriarhul Miron в миру Элие Кристя рум. Elie Cristea | 20 июля 1927                  | 8 июня 1930                   | отсутствует                                                | Регентский совет рум. Consiliul Regent                                                                                     | [ 63 ] [ 64 ] |
| —      |         | отсутствует | Георге Василе Буздуган (1867—1929) рум. Gheorghe Vasile Buzdugan                                | 20 июля 1927                  | 7 октября 1929                | отсутствует                                                | Регентский совет рум. Consiliul Regent                                                                                     | [ 65 ] [ 66 ] |
| —      |         | отсутствует | Константин Константин Сэрэцяну (1862—1935) рум. Constantin Constantin Sărățeanu                 | 9 октября 1929                | 8 июня 1930                   | отсутствует                                                | Регентский совет рум. Consiliul Regent                                                                                     | [ 67 ]        |
| 5      |         |             | Кароль II (1893—1953) рум. Carol al II-lea                                                      | 8 июня 1930                   | 6 сентября 1940               | дом Гогенцоллерн-Зигмаринген нем. Hohenzollern-Sigmaringen | Из благодати Божьей и национальной воли, король Румынии рум. Prin grația lui Dumnezeu și voința națională, Rege al Românie | [ 68 ] [ 69 ] |
| 4 (II) |         |             | Михай I (1921—2017) рум. Mihai I                                                                | 6 сентября 1940               | 30 декабря 1947               | дом Гогенцоллерн-Зигмаринген нем. Hohenzollern-Sigmaringen | Из благодати Божьей и национальной воли, король Румынии рум. Prin grația lui Dumnezeu și voința națională, Rege al Românie | [ 54 ] [ 60 ] |

## Румынская Народная Республика (1948—1965)
После провозглашения 30 декабря 1947 года Румынской Народной Республики Великое национальное собрание Румынии приняло её конституцию 13 апреля 1948 года.
Заложенная в неё модель советской конституции 1936 года, провозглашавшая создание демократических институтов с многоукладной экономикой, была развита в принятой 27 марта 1952 года и опубликованной 18 июля новой конституции, закрепившей статус коммунистической Румынской рабочей партии как руководящей силы «как трудящихся, так и государственных органов и учреждений».
После роспуска других политических партий, входивших ранее в Народно-демократический фронт, он выступал организационной структурой, формирующей предвыборный блок в однопартийной системе.
|          | Портрет        | Имя (годы жизни) | Полномочия             | Полномочия               | Партия | Должность                                                                                                 | Пр.                  |
| Начало   | Портрет        | Имя (годы жизни) | Окончание              |                          | Партия | Должность                                                                                                 | Пр.                  |
| -------- | -------------- | --- | ---------------------- | ------------------------ | --- | --- | -------------------- |
| и. о.    |                | Петру Адам Гроза (1884—1958) рум. Petru Adam Groza                                                                                         | 30 декабря 1947 (часы) | 30 декабря 1947 (часы)   | Фронт земледельцев | президент Совета министров рум. Președintele Consiliului de Miniștri                                      | [ 74 ] [ 75 ] [ 76 ] |
| —        |                | Михаил Александру Садовяну (1880—1961) рум. Mihail Alexandru Sadoveanu                                                                     | 30 декабря 1947        | 9 января 1948            | Национальный демократический фронт | Временный президиум Румынской Народной Республики рум. Prezidium Provizoriu al Republicii Populare Române | [ 78 ] [ 79 ] [ 80 ] |
| —        |                | Штефан Войтек (1900—1984) рум. Ștefan Voitec                                                                                               | 30 декабря 1947        | 9 января 1948            | Национальный демократический фронт | Временный президиум Румынской Народной Республики рум. Prezidium Provizoriu al Republicii Populare Române | [ 81 ]               |
| —        |                | Йон Никули (1887—1979) рум. Ion Niculi | 30 декабря 1947        | 9 января 1948            | Национальный демократический фронт | Временный президиум Румынской Народной Республики рум. Prezidium Provizoriu al Republicii Populare Române | [ 82 ]               |
| —        |                | Георге Константин Стере (1893—1970) рум. Gheorghe Constantin Stere                                                                         | 30 декабря 1947        | 9 января 1948            | Национальный демократический фронт | Временный президиум Румынской Народной Республики рум. Prezidium Provizoriu al Republicii Populare Române | [ 77 ]               |
| —        |                | Константин Йон Пархон (1874—1969) рум. Constantin Ion Parhon                                                                               | 30 декабря 1947        | 9 января 1948            | Национальный демократический фронт | Временный президиум Румынской Народной Республики рум. Prezidium Provizoriu al Republicii Populare Române | [ 83 ] [ 84 ] [ 85 ] |
| 6 (I—II) | 9 января 1948  | Константин Йон Пархон (1874—1969) рум. Constantin Ion Parhon                                                                               | 13 апреля 1948         | Румынская рабочая партия | президент Временного президиума Румынской Народной Республики рум. Președinte al Prezidiumului Provizoriu al Republicii Populare Române                                | | [ 83 ] [ 84 ] [ 85 ] |
| 6 (I—II) | 13 апреля 1948 | Константин Йон Пархон (1874—1969) рум. Constantin Ion Parhon                                                                               | 2 июня 1952            | Румынская рабочая партия | президент Президиума Великого национального собрания Румынской Народной Республики рум. Președinte al Prezidiului Marii Adunări Naționale a Republicii Populare Române | | [ 83 ] [ 84 ] [ 85 ] |
| 7        |                | Петру Адам Гроза (1884—1958) рум. Petru Adam Groza                                                                                         | 2 июня 1952            | 7 января 1958            | президент Президиума Великого национального собрания Румынской Народной Республики рум. Președinte al Prezidiului Marii Adunări Naționale a Republicii Populare Române | Фронт земледельцев                                                                                        | [ 74 ] [ 75 ] [ 76 ] |
|          | независимый    | Петру Адам Гроза (1884—1958) рум. Petru Adam Groza                                                                                         | 2 июня 1952            | 7 января 1958            | президент Президиума Великого национального собрания Румынской Народной Республики рум. Președinte al Prezidiului Marii Adunări Naționale a Republicii Populare Române | | [ 74 ] [ 75 ] [ 76 ] |
| и. о.    |                | Михаил Александру Садовяну (1880—1961) рум. Mihail Alexandru Sadoveanu                                                                     | 7 января 1958          | 11 января 1958           | президент Президиума Великого национального собрания Румынской Народной Республики рум. Președinte al Prezidiului Marii Adunări Naționale a Republicii Populare Române | Румынская рабочая партия                                                                                  | [ 78 ] [ 79 ] [ 80 ] |
| и. о.    |                | Антон Мойсеску (1913—2002) рум. Anton Moisescu                                                                                             | 7 января 1958          | 11 января 1958           | президент Президиума Великого национального собрания Румынской Народной Республики рум. Președinte al Prezidiului Marii Adunări Naționale a Republicii Populare Române | Румынская рабочая партия                                                                                  | [ 77 ]               |
| 8        |                | Йон Георге Йосиф Маурер (1902—2000) рум. Ion Gheorghe Iosif Maurer                                                                         | 11 января 1958         | 21 марта 1961            | президент Президиума Великого национального собрания Румынской Народной Республики рум. Președinte al Prezidiului Marii Adunări Naționale a Republicii Populare Române | Румынская рабочая партия                                                                                  | [ 87 ] [ 88 ] [ 89 ] |
| 9        |                | Георге Тэнасе Георгиу-Деж (1901—1965) рум. Gheorghe Tănase Gheorghiu-Dej при рождении Георге Тэнасе Георгиу рум. Gheorghe Tănase Gheorghiu | 21 марта 1961          | 19 марта 1965            | президент Государственного совета Румынской Народной Республики рум. Președinte al Consiliului de Stat al Republicii Populare Române                                   | Румынская рабочая партия                                                                                  | [ 90 ] [ 91 ] [ 92 ] |
| и. о.    |                | Йон Георге Йосиф Маурер (1902—2000) рум. Ion Gheorghe Iosif Maurer                                                                         | 19 марта 1965          | 24 марта 1965            | президент Государственного совета Румынской Народной Республики рум. Președinte al Consiliului de Stat al Republicii Populare Române                                   | Румынская рабочая партия                                                                                  | [ 87 ] [ 88 ] [ 89 ] |
| и. о.    |                | Штефан Войтек (1900—1984) рум. Ștefan Voitec                                                                                               | 19 марта 1965          | 24 марта 1965            | президент Государственного совета Румынской Народной Республики рум. Președinte al Consiliului de Stat al Republicii Populare Române                                   | Румынская рабочая партия                                                                                  | [ 81 ]               |
| и. о.    |                | Аврам Буначиу (1909—1983) рум. Avram Bunaciu                                                                                               | 19 марта 1965          | 24 марта 1965            | президент Государственного совета Румынской Народной Республики рум. Președinte al Consiliului de Stat al Republicii Populare Române                                   | Румынская рабочая партия                                                                                  | [ 93 ]               |
| 10       |                | Киву Стойка (1908—1975) рум. Chivu Stoica                                                                                                  | 24 марта 1965          | 21 августа 1965          | президент Государственного совета Румынской Народной Республики рум. Președinte al Consiliului de Stat al Republicii Populare Române                                   | Румынская рабочая партия → Румынская коммунистическая партия                                              | [ 94 ] [ 95 ]        |

## Социалистическая Республика Румыния (1965—1989)
Новым этапом изменения румынского общества стало провозглашение 21 августа 1965 года Социалистической Республики Румынии (рум. Republica Socialistă România) в соответствии со вступившей в этот день в силу новой конституции, принятой Великим национальным собранием 28 июня 1965 года.
В дальнейшем в неё 10 раз вносились изменения, в том числе с 28 марта 1974 года была изменена структура государственных органов, включившая создание поста Президента вместо коллегиального Государственного совета и реорганизацию поста Президента Совета министров в пост премьер-министра. Идеологические статьи конституции были изъяты из неё в 1989 году с изменением название государства на Румыния и отменой руководящей роли Румынской коммунистической партии.
В ходе начавшейся 16 декабря 1989 года волнениями в Тимишоаре революции восставшими 21 декабря 1989 года был установлен контроль над столицей, откуда бежал президент Николае Чаушеску (25 декабря был схвачен и расстрелян). Полномочия по управлению страной перешли к коллегиальному Совету Фронта национального спасения.
|           | Портрет       | Имя (годы жизни)                                                               | Полномочия      | Полномочия                                                                                     | Партия                            | Должность | Пр.                    |
| Начало    | Портрет       | Имя (годы жизни)                                                               | Окончание       |                                                                                                | Партия                            | Должность | Пр.                    |
| --------- | ------------- | ------------------------------------------------------------------------------ | --------------- | ---------------------------------------------------------------------------------------------- | --------------------------------- | --- | ---------------------- |
| (10)      |               | Киву Стойка (1908—1975) рум. Chivu Stoica                                      | 21 августа 1965 | 9 декабря 1967                                                                                 | Румынская коммунистическая партия | президент Государственного совета Социалистической Республики Румынии рум. Președinte al Consiliului de Stat al Republicii Socialiste România | [ 94 ] [ 95 ]          |
| 11 (I—IV) |               | Николае Андруцэ Чаушеску (1918—1989) рум. Nicolae Andruţă Ceauşescu            | 9 декабря 1967  | 28 марта 1974                                                                                  | Румынская коммунистическая партия | президент Государственного совета Социалистической Республики Румынии рум. Președinte al Consiliului de Stat al Republicii Socialiste România | [ 99 ] [ 100 ] [ 101 ] |
| 11 (I—IV) | 28 марта 1974 | Николае Андруцэ Чаушеску (1918—1989) рум. Nicolae Andruţă Ceauşescu            | 28 марта 1980   | президент Социалистической Республики Румынии рум. Președinte al Republicii Socialiste România | Румынская коммунистическая партия | | [ 99 ] [ 100 ] [ 101 ] |
| 11 (I—IV) | 28 марта 1980 | Николае Андруцэ Чаушеску (1918—1989) рум. Nicolae Andruţă Ceauşescu            | 29 марта 1985   | президент Социалистической Республики Румынии рум. Președinte al Republicii Socialiste România | Румынская коммунистическая партия | | [ 99 ] [ 100 ] [ 101 ] |
| 11 (I—IV) | 29 марта 1985 | Николае Андруцэ Чаушеску (1918—1989) рум. Nicolae Andruţă Ceauşescu            | 22 декабря 1989 | президент Социалистической Республики Румынии рум. Președinte al Republicii Socialiste România | Румынская коммунистическая партия | | [ 99 ] [ 100 ] [ 101 ] |
| —         |               | Совет Фронта национального спасения рум. Consiliu Frontului Salvării Naționale | 22 декабря 1989 | 26 декабря 1989                                                                                | Фронт национального спасения      | Фронт национального спасения | [ 98 ] [ 103 ]         |

## Румыния (с 1989)
Возглавивший революцию Фронт национального спасения 22 декабря 1989 года сформировал Совет фронта, ставший временным органом власти. 26 декабря 1989 года президентом Совета стал Йон Илиеску, в тот же день была запрещена Румынская коммунистическая партия, 29 декабря 1989 года последовали конституционные изменения, отменяющие её руководящую роль и изменившие название государства на Румыния, после чего наступил длительный переходный период становления современной политической системы. 1 февраля 1990 года на дискуссии представителей созданных политических партий и Фронта национального спасения было решено, что принятие законов и указов в переходный период до проведения свободных выборов должно осуществляться объединённым органом — Временным советом Национального союза, где половину мест займут бывшие члены Совета фронта и половину — представители партий. Его создание было оформлено указом Совета фронта 9 февраля 1990 года.
Действующая конституция была принята Учредительным собранием 21 ноября 1991 года и вступила в силу после её одобрения на прошедшем 8 декабря 1991 года референдуме, позже на состоявшемся 18—19 октября 2003 года плебисците в её текст были внесены значительные изменения.
Президент Траян Бэсеску дважды в 2007 и 2012 годах подвергался процедуре импичмента, решения о котором принимались парламентом, но были опровергнуты в ходе референдумов с последующим восстановлением полномочий Бэсеску.
Курсивом и серым цветом выделены даты начала и окончания полномочий лиц, временно замещающих главу государства.
|           | Портрет         | Имя (годы жизни)                                                                    | Полномочия      | Полномочия      | Партия                                       | Выборы | Кабинет | Пр.                     |
| Начало    | Портрет         | Имя (годы жизни)                                                                    | Окончание       |                 | Партия                                       | Выборы | Кабинет | Пр.                     |
| --------- | --------------- | ----------------------------------------------------------------------------------- | --------------- | --------------- | -------------------------------------------- | --- | --- | ----------------------- |
| 12 (I—IV) |                 | Йон Александру Илиеску (1930—2025) рум. Ion Alexandru Iliescu                       | 26 декабря 1989 | 13 февраля 1990 | Фронт национального спасения                 | [ комм. 35 ]                                                                                                  | президент Совета Фронта национального спасения рум. Președinte al Consiliului Frontului Salvării Naționale | [ 113 ] [ 114 ] [ 115 ] |
| 12 (I—IV) | 13 февраля 1990 | Йон Александру Илиеску (1930—2025) рум. Ion Alexandru Iliescu                       | 20 июля 1990    | [ комм. 36 ]    | Фронт национального спасения                 | президент Временного совета Национального союза рум. Președinte al Consiliului Provizoriu de Uniune Națională | | [ 113 ] [ 114 ] [ 115 ] |
| 12 (I—IV) | 20 июля 1990    | Йон Александру Илиеску (1930—2025) рум. Ion Alexandru Iliescu                       | 11 октября 1992 | 1990            | Фронт национального спасения                 | президент Румынии рум. Președinte al României                                                                 | | [ 113 ] [ 114 ] [ 115 ] |
|           | 20 июля 1990    | Йон Александру Илиеску (1930—2025) рум. Ion Alexandru Iliescu                       | 11 октября 1992 | 1990            | Демократический фронт национального спасения | президент Румынии рум. Președinte al României                                                                 | | [ 113 ] [ 114 ] [ 115 ] |
|           | 11 октября 1992 | Йон Александру Илиеску (1930—2025) рум. Ion Alexandru Iliescu                       | 29 ноября 1996  | независимый     | 1992                                         | президент Румынии рум. Președinte al României                                                                 | | [ 113 ] [ 114 ] [ 115 ] |
| 13        |                 | Эмил Йон Константинеску (1939—) рум. Emil Ion Constantinescu                        | 29 ноября 1996  | 20 декабря 2000 | независимый                                  | президент Румынии рум. Președinte al României                                                                 | 1996 | [ 116 ] [ 117 ]         |
| 12 (V)    |                 | Йон Александру Илиеску (1930—2025) рум. Ion Alexandru Iliescu                       | 20 декабря 2000 | 20 декабря 2004 | независимый                                  | президент Румынии рум. Președinte al României                                                                 | 2000 | [ 113 ] [ 114 ] [ 115 ] |
| 14 (I)    |                 | Траян Думитру Бэсеску (1951—) рум. Traian Dumitru Băsescu                           | 20 декабря 2004 | 20 декабря 2009 | независимый                                  | президент Румынии рум. Președinte al României                                                                 | 2004 | [ 112 ] [ 118 ] [ 119 ] |
| и. о.     |                 | Николае Вэкэрою (1943—) рум. Nicolae Văcăroiu                                       | 20 апреля 2007  | 23 мая 2007     | Социал-демократическая партия Румынии        | [ комм. 43 ]                                                                                                  | президент Сената Румынии рум. Președinte al Senatului României                                             | [ 120 ] [ 121 ]         |
| 14 (II)   |                 | Траян Думитру Бэсеску (1951—) рум. Traian Dumitru Băsescu                           | 20 декабря 2009 | 21 декабря 2014 | независимый                                  | 2009 | президент Румынии рум. Președinte al României                                                              | [ 112 ] [ 122 ] [ 123 ] |
| и. о.     |                 | Джордже Крин Лауренциу Антонеску (1959—) рум. George Crin Laurenţiu Antonescu       | 9 июля 2012     | 27 августа 2012 | Национальная либеральная партия              | [ комм. 43 ]                                                                                                  | президент Сената Румынии рум. Președinte al Senatului României                                             | [ 124 ] [ 125 ]         |
| 15 (I—II) |                 | Клаус Вернер Йоханнис (1959—) рум. Klaus Werner Iohannis нем. Klaus Werner Johannis | 21 декабря 2014 | 21 декабря 2019 | независимый                                  | 2014 | президент Румынии рум. Președinte al României                                                              | [ 126 ] [ 127 ] [ 128 ] |
| 15 (I—II) | 21 декабря 2019 | Клаус Вернер Йоханнис (1959—) рум. Klaus Werner Iohannis нем. Klaus Werner Johannis | 12 февраля 2025 | 2019            | независимый                                  | | президент Румынии рум. Președinte al României                                                              | [ 126 ] [ 127 ] [ 128 ] |
| и. о.     |                 | Илие Гаврил Боложан (1969—) рум. Ilie Gavril Bolojan                                | 12 февраля 2025 | 26 мая 2025     | Национальная либеральная партия              | [ комм. 47 ]                                                                                                  | президент Румынии рум. Președinte al României                                                              | [ 129 ] [ 130 ]         |
| 16        |                 | Никушор Даньел Дан (1969—) рум. Nicușor Daniel Dan                                  | 26 мая 2025     | действующий     | независимый                                  | 2025 | президент Румынии рум. Președinte al României                                                              | [ 131 ] [ 132 ]         |